# Borisovo (tunnelbanestation)
Borisovo (ryska: Бори́сово) är en tunnelbanestation på Ljublinsko–Dmitrovskaja-linjen i Moskvas tunnelbana. Stationen öppnades 2 december 2011, tillsammans med Sjipilovskaja och den nya södra slutstationen Ziablikovo. 